# Oloroso

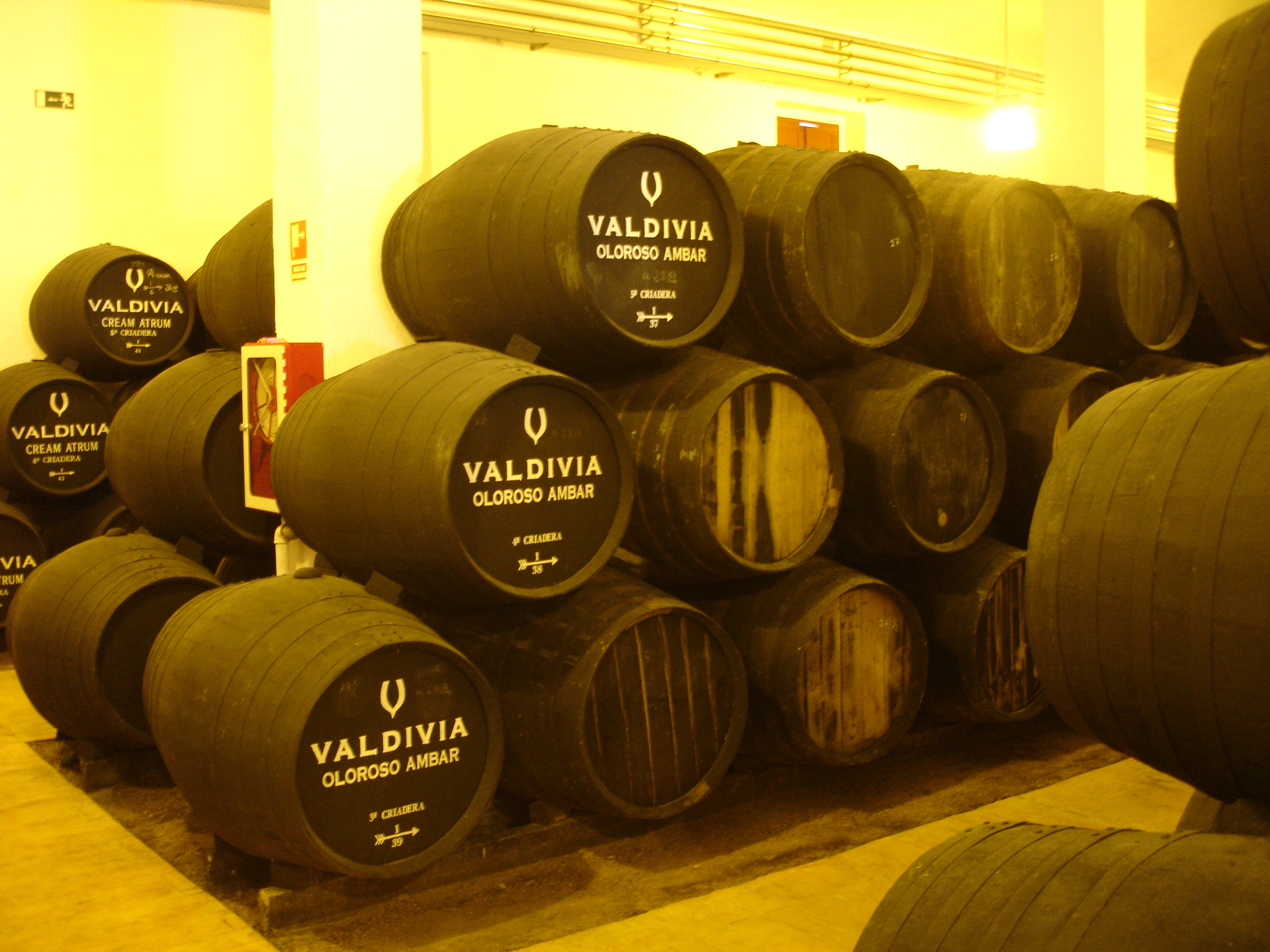
Botti di oloroso in una bottega di Jerez de la Frontera.

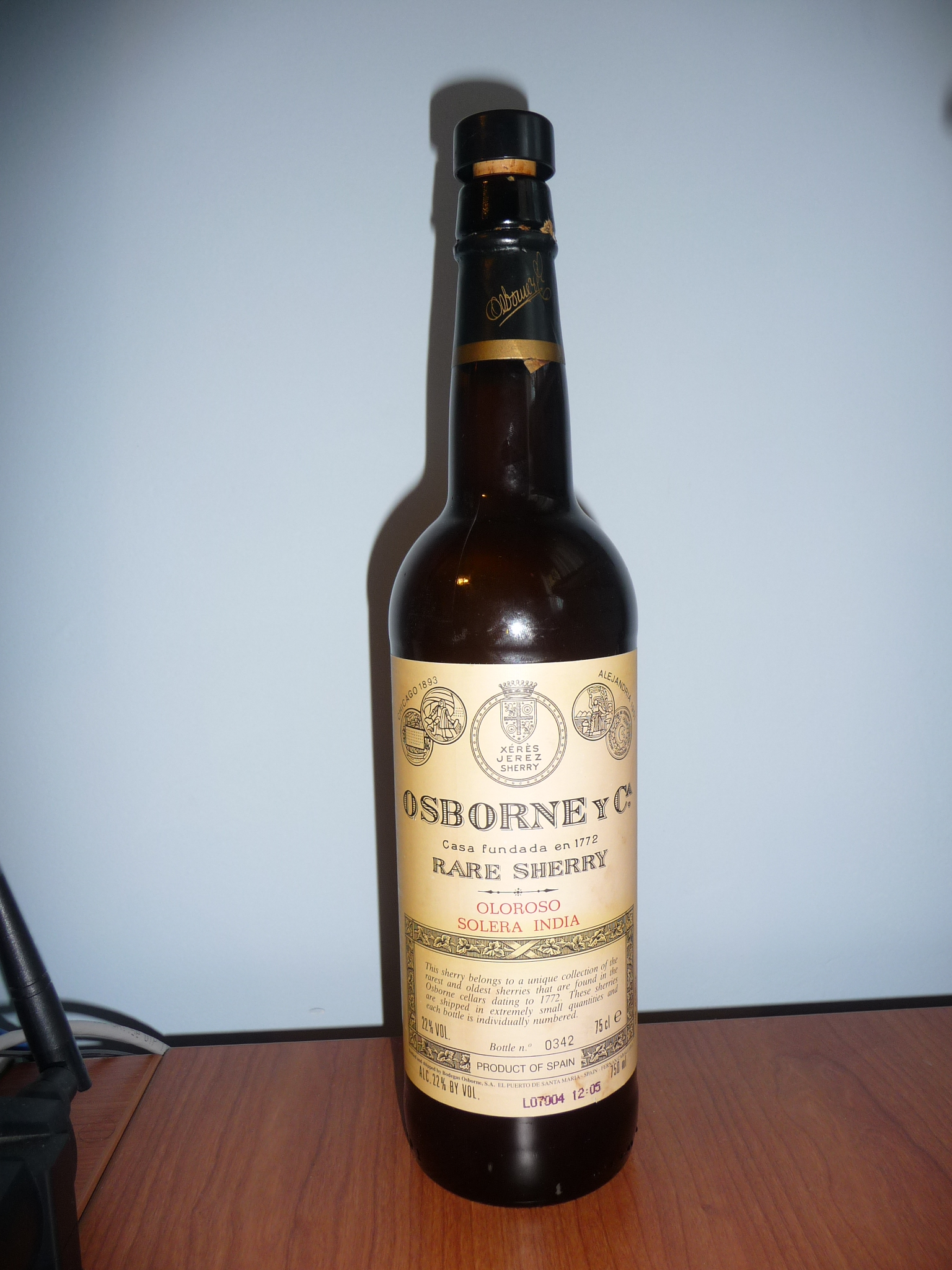
Vino Oloroso

L'oloroso è un vino liquoroso tipico di Jerez e di Montilla-Moriles, in Andalusia (Spagna). 
Si ottiene a partire da uve palomine, è un vino color oro scuro, aromatico e con molto corpo, secco o leggermente dolce e con una graduazione alcolica tra i 18º e 20º, mentre i più vecchi (tra i 30 e 40 anni) arrivano  ai 25º.